# 馬卡姆島
74°36′S 164°55′E / 74.600°S 164.917°E
馬卡姆島（英語：Markham Island），是南極洲的島嶼，位於維多利亞地的斯科特海岸，處於特拉諾瓦灣北部，在1900年2月由英國探險隊發現，現時由南極條約體系管理。